# Holly Mills
Holly Mills (* 15. April 2000) ist eine britische Leichtathletin, die im Weitsprung und im Siebenkampf an den Start geht.

## Sportliche Laufbahn
Erste internationale Erfolge erzielte Holly Mills bei den 2016 erstmals ausgetragenen Jugendeuropameisterschaften in Tiflis, bei denen sie mit einem Sprung auf 6,19 m die Goldmedaille im Weitsprung gewann. Im Jahr darauf siegte sie mit derselben Weite bei den Commonwealth Youth Games in Nassau und 2018 schied sie bei den U20-Weltmeisterschaften in Tampere mit 5,92 m in der Qualifikation aus. Bei den Leichtathletik-U20-Europameisterschaften 2019 im schwedischen Borås gewann sie mit 6,50 m die Bronzemedaille im Weitsprung und belegte im Siebenkampf mit 5802 Punkten den vierten Platz. 2021 gelangte sie bei den Halleneuropameisterschaften in Toruń mit 4517 Punkten auf den fünften Platz im Fünfkampf. Im Juli gewann sie dann bei den U23-Europameisterschaften in Tallinn mit 6095 Punkten die Bronzemedaille im Siebenkampf hinter der Polin Adrianna Sułek und Claudia Conte aus Spanien. Zudem belegte sie mit der britischen 4-mal-400-Meter-Staffel in 3:33,06 min den fünften Platz. 2022 startete sie im Fünfkampf bei den Hallenweltmeisterschaften in Belgrad und belegte dort mit 4673 Punkten den vierten Platz. Im August belegte sie bei den Commonwealth Games in Birmingham mit 6095 Punkten den vierten Platz und anschließend musste sie ihren Wettkampf bei den Europameisterschaften in München vorzeitig beenden.
2023 machte sie bei den Halleneuropameisterschaften in Istanbul 4451 Punkte und belegte damit den sechsten Platz.
2020 wurde Mills britische Meisterin im Hallenfünfkampf.

## Persönliche Bestleistungen
- Weitsprung: 6,51 m (+0,6 m/s), 30. Juni 2019 in Mannheim
  - Weitsprung (Halle): 6,37 m, 6. Februar 2022 in Tallinn
- Siebenkampf: 6260 Punkte, 29. Mai 2022 in Götzis
  - Fünfkampf (Halle): 4673 Punkte, 18. März 2022 in Belgrad